# Vodopàdnoie
Vodopàdnoie (en rus: Водопадное) és un poble del krai de Primórie, a l'Extrem Orient de Rússia, que en el cens del 2010 tenia 15 habitants.